# Вшивково (Нижегородская область)
Вши́вково — упразднённая деревня Вачского района (с 1929 года) Нижегородской области России. Входила в состав Чулковского сельсовета. Ныне урочище.

## География
Находилась на расстоянии около 3 км к югу от села Красно.

## История
В окладных книгах Рязанской епархии за 1676 год в составе прихода села Красно (Красненского прихода) упоминается деревня Вшивково, в которой было 5 дворов.
До упразднения уездно-губернского деления деревня входила в состав Загаринской волости Муромского уезда Владимирской губернии.
Перестала существовать в конце 1970-х — начале 1980-х годов.

## Инфраструктура
Личное подсобное хозяйство с зоной сельскохозяйственного использования, индивидуальная застройка усадебного типа. В «Историко-статистическом описании церквей и приходов Владмирской Епархии» за 1897 год сказано, что во Вшивково 17 дворов.
К середине 1980-х во Вшивково ещё сохранилось некоторое число заколоченных домов, покинутых населением.

## Транспорт
Просёлочные (гужевые) дороги.